# Platytarus
Platytarus es un género de coleópteros adéfagos de la familia Carabidae. Sus especies se distribuyen por el Paleártico y la región afrotropical.

## Especies
Se reconocen las siguientes:
- Platytarus boysii (Chaudoir, 1850)
- Platytarus bucculentus Andrewes, 1935
- Platytarus bufo Fabricius, 1801
- Platytarus compsus Andrewes, 1936
- Platytarus congobelgicus Basilewsky, 1961
- Platytarus dicraeus Andrewes, 1935
- Platytarus faminii (Dejean, 1826)
- Platytarus gracilis (Dejean, 1831)
- Platytarus planulatus (Bates, 1892)
- Platytarus porcatus Andrewes, 1923
- Platytarus reichei (Chaudoir, 1875)
- Platytarus tesselatus (Dejean, 1831)